# Wasteland 2
Wasteland 2 es un videojuego de rol post apocalíptico desarrollado por inXile Entertainment y publicado por Deep Silver para las plataformas Windows, OS X, Linux, PlayStation 4 y Xbox One. Este videojuego es la primera secuela oficial de Wasteland de 1988. El desarrollo de este videojuego fue financiado a través de Kickstarter; donde logró recaudar casi tres millones de dólares. Tras ser aplazada la fecha de lanzamiento original, salió finalmente al mercado el 19 de septiembre de 2014. Adicionalmente se publicó una edición Director´s Cut el 13 de octubre de 2015; la cual también fue portada al Nintendo Switch. Su secuela, Wasteland 3 salió al mercado el 28 de agosto de 2020.

## Argumento
Este es un juego de rol en el que se desarrolla una historia alternativa para Estados Unidos después de un holocausto nuclear. Un escuadrón de élite de guardabosques del desierto, que mantienen las tradiciones de los Rangers de Texas y Arizona; intentan ayudar a la humanidad a sobrevivir contra hordas de bandidos, criminales locos y mutantes.

## Desarrollo
La campaña de micromecenazgo en Kickstarter recaudó más de 1.5 millones de dólares en solo cuatro días y obtuvo 61.290 patrocinadores recaudando más de 2.933.000 millones de dólares.

## Recepción
Wasteland 2 recibió críticas generalmente positivas de los críticos. Leif Johnson de IGN elogió la  escritura de sus historias y su historia ramificada impactada por las elecciones del jugador; dándole una puntuación de 8.4. Daniel Starkey de GameSpot elogió sus gráficos ambientales y su juego táctico. Alasdair Duncan de Destructoid escribió que «entrega exactamente lo que se esperaba». Richard Cobbett de Eurogamer declaró que «está claramente hecho con amor para ser fiel al juego original y al mismo tiempo aprender de los juegos que siguieron». Daniel Tack de Game Informer lo llamó un «heredero triunfante» del juego original y elogió su capacidad de reproducción y calidad de audio. Earnest Cavalli de Joystiq criticó el juego por tener errores.  Cory Banks de PC Gamer elogió su combate y su escritura. El juego tiene una puntuación total de 80,70% en GameRankings según 32 reseñas y una puntuación de 81/100 en Metacritic basada en 54 reseñas.  
El juego generó un ingreso de $ 1.5 millones en sus primeros 4 días de lanzamiento, y vendió aproximadamente 350.000 copias en mayo de 2015.  En septiembre de 2016, Brian Fargo declaró que inXile había ganado doce millones de dólares de ventas del juego. Más tarde, PC World le otorgó el premio al Juego del año de 2014.

## Legado
Tras su éxito comercial y de crítica, se desarrolló un Director's Cut el cual se publicó el 13 de octubre de 2015. 